# Toyoura (Hokkaidō)
Toyoura (jap. 豊浦町 Toyoura-chō, deutsch ‚Stadt Toyoura‘, englisch Toyoura Town/Town of Toyoura) ist ein japanischer Küstenort im Kreis Abuta der Unterpräfektur Iburi von Hokkaidō.

## Geographie
Toyoura liegt an der Uchiura-Bucht.

## Verkehr
Der Bahnhof Toyoura liegt an der Muroran-Hauptlinie zwischen Tōya und Toyoizumi.

## Söhne und Töchter von Toyoura
- Daisuke Naitō (* 1974), ehemaliger Profiboxer
- Tomio Yokoyama (1940–2009), ehemaliger Jockey
- Maki Kitami (1940–2015), ehemaliger professioneller Magier

## Galerie

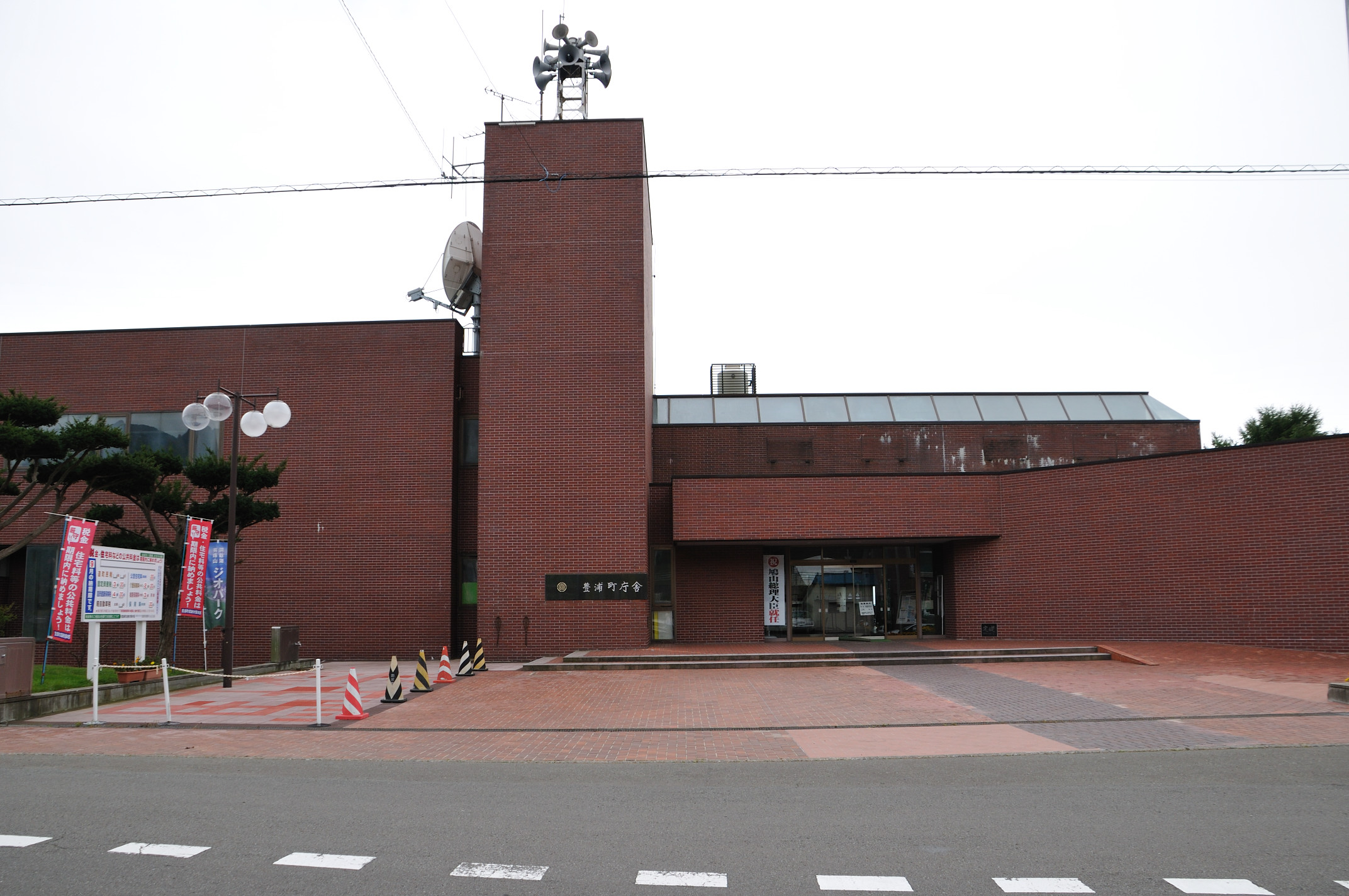
Rathaus von Toyoura
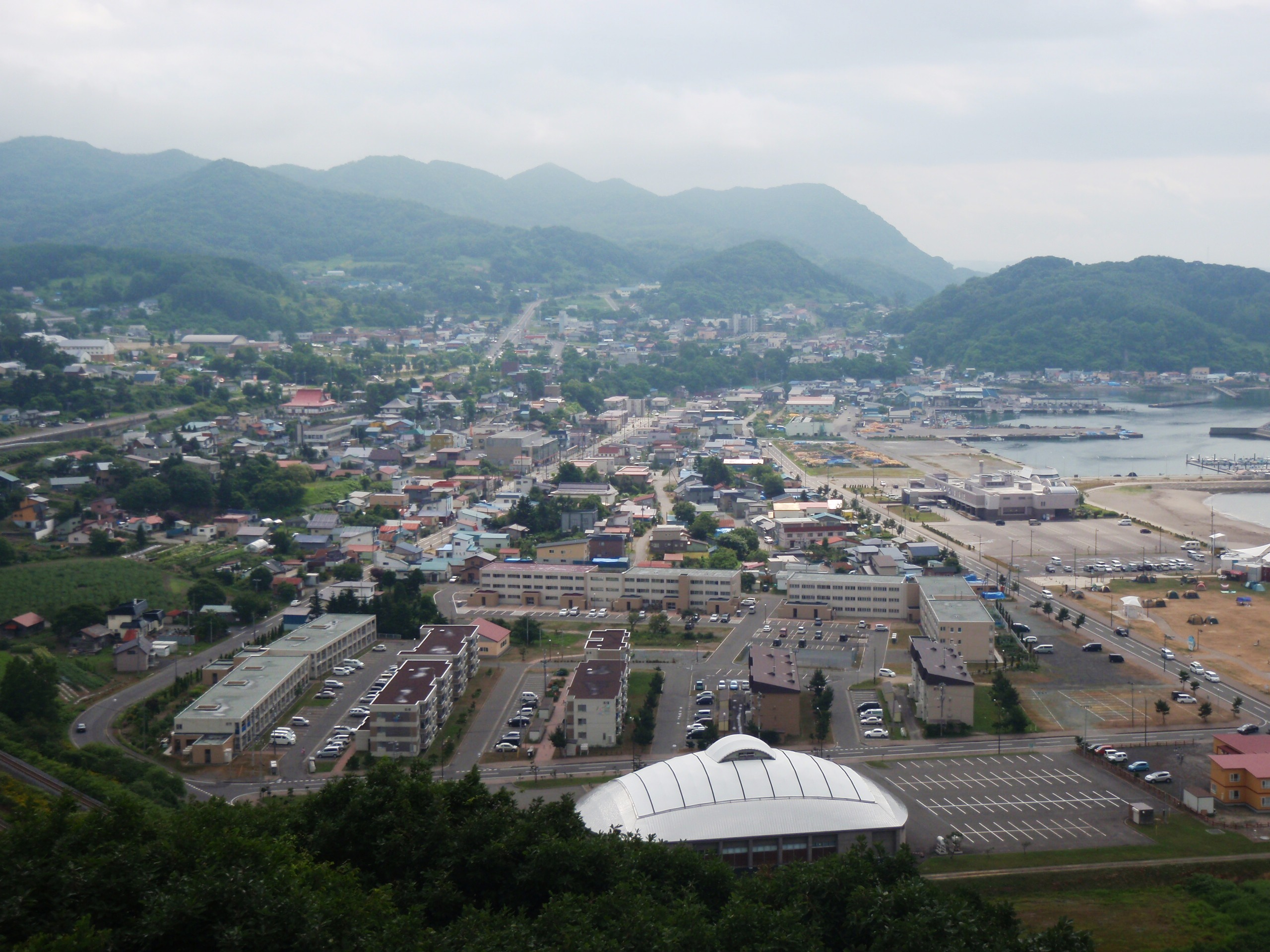
Blick vom Funka-Bucht-Aussichtspark